# ROH 테이크 노 프리즈너스
테이크 노 프리즈너스는 링 오브 오너가 주관하던 월간 페이퍼뷰로 2008년과 2009년 두해에 걸쳐 진행되었다. 링 오브 오너의 역사상
마지막 녹화방식 페이퍼뷰이다.

## 결과

### 2008년
- 다크매치 1 : 데이비 리쳐즈가 딩고에게 승리
- 다크매치 2 : 사라 델 레이가 카일리에 피어스에게 승리
- 다크매치 3 : 벌쳐 스쿼드 (러커스 & 직쏘)가 헹맨 3 (아담 피어스 & BJ 휘트머)에게 승리
- 다크매치 4 : 부쉬웨커 루크가 셰인 헤거던에게 승리
- 타일러 블랙이 고 시오자키 , 딜리리어스 , 클라우디오 캐스터드 놀리와의 4자간 서바이벌 경기에서 승리
- 캐빈 스틴이 로데릭 스트롱에게 승리
- 브리스코 형제 (제이 & 마크)가 에이지 오브 더 폴 (죠이 매튜스 & 니크로 부처)에게 승리
- 브렌트 얼브라잇이 에릭 스티븐스에게 승리
- 노 리모스 콥스 (데이비 리펴즈 & 락키 로메로)가 벌쳐 스쿼드 (러커스 & 직쏘)를 꺾고 RoH 월드 태그팀 타이틀 방어에 성공
- 브라이언 다니엘슨이 오스틴 에리즈에게 승리
- 나이젤 맥구이니스가 타일러 블랙을 꺾고 RoH 월드 타이틀 방어에 성공

### 2009년
- 다크매치 1 : 어르니 오시리스가 그리즐리 레드우드에게 승리
- 다크매치 2 : 바비 뎀프씨 & 알렉스 페인 & 앤디 리즈가 돈 주안 & 마이크 델 & 데린 차일즈에게 승리
- 다크매치 3 : 레트 티튜스가 루크 윌리엄스에게 승리
- 콜트 카바나가 에이스 스틸에게 승리
- 제이 브리스코 & 매그노 & 캐빈 스틴 & 엘 제네리코가 스위트 N 소어 Inc (크리스 히어로 & 데이비 리쳐즈 & 에디 에드워즈) & 인코그니토에게 승리
- 니크로 부처가 지미 제이콥스와의 No DQ 경기에서 승리
- 브렌트 얼브라잇이 클라우디오 캐스터그놀리 , 블루데몬 주니어에게 승리
- 로데릭 스트롱이 알렉스 코슬로프에게 승리
- 제리 린이 브라이언 다니엘슨 , 에릭 스티븐스 , 딜로 브라운과의 4자간 서바이벌 경기에서 승리하여 RoH 월드 타이틀 방어에 성공
- 켄타 & 타일러 블랙이 오스틴 에리즈 & 카츠히코 나카지마에게 승리